# Per-Olov Danielsson
Bertil Per-Olov Danielsson (Falkenberg, 31 ottobre 1968) è un ex pentatleta svedese.

## Palmarès
In carriera ha conseguito i seguenti risultati:
- Mondiali:

Winterthur 1992: bronzo nel pentathlon moderno staffetta a squadre.
Pesaro 2000: bronzo nel pentathlon moderno a squadre.